# ميثاق سيريما شاستري
ميثاق سيريما شاستري اتفاقية تم توقيعها بين سيريمافو باندرانايكا رئيسة وزراء سريلانكا ولال بهادور شاستري رئيس وزراء الهند في 30 أكتوبر 1964. عُرفت رسميًا باسم اتفاقية الأشخاص من أصل هندي في سيلان. كان اتفاقًا مهمًا في تحديد وضع ومستقبل الأشخاص من أصل هندي في سيلان.

## خلفية
أثناء الحكم البريطاني تم تجنيد التاميل من ولاية تاميل نادو للعمل في مزارع الشاي والقهوة وجوز الهند في سيلان. بسبب التجنيد المستمر والنمو السكاني شكل التاميل الهنود 13.5 بالمائة (602.700 نسمة) من إجمالي السكان في عام 1921. بحلول عام 1936 بلغ عدد التاميل الهنود 1.120.000 أي 15.3 بالمائة من إجمالي السكان في عام 1936، وكان العديد منهم غير مواطنو سيلان.
استاء القوميون السنهاليون من نمو السكان التاميل وضغطوا على الحكومة لإعادتهم إلى الهند. لذلك قدمت الحكومة مشروع قانون المواطنة السيلانية. دخل القانون حيز التنفيذ في عام 1948 ومنح الجنسية لحوالي 5000 من التاميل الهندي. ومع ذلك كان أكثر من 700.000 شخص (حوالي 11٪) إما من غير مواطني سيلان أو أصبحوا عديمي الجنسية. كما فشل قانون المواطنة للمقيمين الهنود والباكستانيين (1949) في حل المشكلات. في عام 1954 تم التوقيع على ميثاق نهرو - كوتيلاوالا للتعامل مع نفس القضية. ومع ذلك ظلت القضية دون حل. في عام 1962 كان هناك ما يقرب من 975.000 شخص صنفهم سيلان على أنهم «مواطنون هنود» والهند على أنهم «عديمي الجنسية». على الرغم من نفي الهند أي مسؤولية قانونية عن هؤلاء الأشخاص، إلا أنها أقرت بوجود «مصلحة عاطفية» فيهم.

## الميثاق
في عام 1964 انتخب كلا البلدين رئيس وزراء جديد، وبدأت جولة جديدة من المفاوضات. كان من المقرر في البداية أن تستمر المفاوضات أربعة أيام لكنها انتهت في النهاية إلى ستة أيام. في عدة مناسبات كادوا أن ينهاروا. أخيرًا اتفق البلدان على اتفاقية والتفاوض حول صيغة ترضي الحكومتين.
كان الجزء المركزي من الاتفاقية هو منح الجنسية السيلانية إلى 300.000 من السكان الهنود في سريلانكا، بينما سيتم إعادة 525.000 إلى الهند. تم الاتفاق على أن المواطنة لـ 150.000 هندي من المقيمين الهنود المتبقين في سيلان سيتم التفاوض عليها في وقت لاحق.

## ما بعد الميثاق
تم انتقاد الاتفاقية بطرق مختلفة، لا سيما فيما يتعلق بإجراءات تنفيذها. قال شيلافاناياكام الأب في مجتمع التاميل السريلانكي «إنها خطوة غير مسبوقة في العلاقات الدولية لنصف مليون شخص كي يعاملوا كبيادق في لعبة سياسات القوة».
في عام 1981 قُدر أن 280 ألفًا فقط قد أعيدوا إلى الهند، وأن 160 ألفًا منحوا الجنسية السريلانكية. كانت الهند بطيئة في منح الجنسية الهندية وتنفيذ الإعادة إلى الوطن. في عام 1982 أعلنت الهند أنها لم تعد تعتبر الاتفاقية ملزمة لأن فترة تنفيذها قد انتهت. في عام 1984 تسببت الحرب الأهلية السريلانكية في تعليق خدمة العبارات بين البلدين، مما أدى إلى إنهاء عمليات الإعادة إلى الوطن.
تم حل مشكلة انعدام الجنسية بين التاميل الهنود في سريلانكا أخيرًا في عام 2003، من خلال قانون منح الجنسية للأشخاص من أصل هندي، والذي منح الجنسية السريلانكية لمن هم من أصل هندي عاشوا في سريلانكا منذ ميثاق سيريما-شاستري. تم الاتفاق عليه في أكتوبر 1964.